# Ruf RTurbo
O Ruf RTurbo é um carro esportivo construído pela Ruf Automobile da Alemanha. É baseado na geração 996 do Porsche 911. Foi oferecido com versões de 520, 550 e 590 bhp (Até 210 cv) ao consumidor final.